# ATP-toernooi van Jakarta
Het ATP-toernooi van Jakarta was een tennistoernooi voor mannen dat tussen 1993 en 1996 op de ATP-kalender stond. Het werd gehouden in de Indonesische hoofdstad Jakarta.

## Finales

### Enkelspel
| Jaar      | Winnaar        | Runner-up         | Score         |
| --------- | -------------- | ----------------- | ------------- |
| 1996      | Sjeng Schalken | Younes El Aynaoui | 6-3, 6-2      |
| 1995      | Paul Haarhuis  | Radomír Vašek     | 7-5, 7-5      |
| 1994      | Michael Chang  | David Rikl        | 6-3, 6-3      |
| 1993      | Michael Chang  | Carl-Uwe Steeb    | 2-6, 6-2, 6-1 |
| 1975-1992 | Niet gehouden  | Niet gehouden     | Niet gehouden |
| 1974      | Onny Parun     | Kim Warwick       | 6-3, 3-6, 6-4 |
| 1973      | John Newcombe  | Ross Case         | 7-6, 7-6, 6-3 |

### Dubbelspel
| Jaar      | Winnaars                       | Runners-up                            | Score         |
| --------- | ------------------------------ | ------------------------------------- | ------------- |
| 1996      | Rick Leach Scott Melville      | Kent Kinnear Dave Randall             | 6-1, 2-6, 6-1 |
| 1995      | David Adams Andrej Olchovski   | Ronald Agenor Shuzo Matsuoka          | 7-5, 6-3      |
| 1994      | Jonas Björkman Neil Borwick    | Jorge Lozano Jim Pugh                 | 6-4, 6-1      |
| 1993      | Diego Nargiso Guillaume Raoux  | Jacco Eltingh Paul Haarhuis           | 7-6, 6-7, 6-3 |
| 1975-1992 | Niet gehouden                  | Niet gehouden                         | Niet gehouden |
| 1974      | Ismail El Shafei Roscoe Tanner | Jürgen Fassbender Hans-Jürgen Pohmann | 7-5, 6-3      |
| 1973      | Mike Estep Ian Fletcher        | John Newcombe Allan Stone             | 7-5, 6-4      |

ITF-toernooien (mannen en vrouwen)

ATP-toernooien (mannen) – ATP-seizoen 2025

WTA-toernooien (vrouwen) – WTA-seizoen 2025

Voormalige toernooien mannen
Voormalige toernooien vrouwen
Voormalige amateurtoernooien
1993 · 1994 · 1995 · 1996